# Metamorphosis (Hilary Duff)
Metamorphosis è il secondo album di Hilary Duff, pubblicato negli Stati Uniti e in Canada nell'agosto 2003, in Australia nel settembre 2003 e nel Regno Unito e Giappone nel novembre 2003. Al disco collaborarò The Matrix (che scrisse tre canzoni: So Yesterday, Where Did I Go Right e The Math), la sorella di Hilary, Haylie Duff (che scrisse Sweet Sixteen e Inner Strenght) e la famosa cantautrice Kara DioGuardi (che scrisse Come Clean e Little Voice. Metamorphosis raggiunse la prima posizione nelle classifiche statunitensi e canadesi.
So Yesterday fu il primo singolo dell'album ed ebbe un successo mondiale, conquistando il disco di platino negli Stati Uniti e in numerosi altri paesi come Canada, Australia e Giappone.
Il secondo singolo Come Clean raddoppiò il successo del precedente e conquistò anche la radio diventando una nuova hit. Il video fu diretto da Dave Meyers e fu trasmesso con grande intensità su MTV e Much Music. Il singolo venne dichiarato disco d'oro nel 2004.
Il terzo singolo, Little Voice, venne pubblicato solo in Australia e raggiunse la locale top 40 nel maggio 2004 e venne dichiarato "inno pop dell'anno": il video consisteva in alcuni pezzi tratti dal DVD Girl Can Rock che testimoniano le esibizioni del Metamorphosis Tour del 2003-2004.
L'album Metamorphosis fu nominato al Juno Awards 2004 come "Album internazionale dell'anno", ma non riuscì a vincere.
In Italia non è mai stato pubblicato.

## Accoglienza
Bob Cavallo ha detto che si aspettava che l'album vendesse "qualche milione di copie se la polvere di fata vola nel modo giusto". Stephen Thomas Erlewine del sito AllMusic ha scritto a proposito del disco che "è come dovrebbe essere il teen pop nel 2003... un carino disco bubblegum pop molto moderno"; ha ribattuto anche che è influenzato da Avril Lavigne ma che Hilary Duff "ha una voce più dolce, suadente di quella di Avril e il resto del disco segue il suo temperamento cordiale, che deriva in un ascolto deliziosamente effervescente". Invece, la rivista Slant Magazine ha dichiarato che la Duff "ha deciso di cavalcare l'onda di Avril", e ha osservato che, come aveva fatto Avril Lavigne, anche Hilary Duff ha arruolato i The Matrix per produrre e scrivere alcuni dei suoi brani.

## Tracce
1. So Yesterday – 3:35 (Lauren Christy, Scott Spock, Graham Edwards, Charlie Midnight)
2. Come Clean – 3:34 (Kara DioGuardi, John Shanks)
3. Workin' It Out – 3:16 (Charlie Midnight, Charlton Pettus, Marc Swersky)
4. Little Voice – 3:03 (Kara DioGuardi, Patrik Berger)
5. Where Did I Go Right? – 3:51 (Lauren Christy, Scott Spock, Graham Edwardss, Charlie Midnight)
6. Anywhere but Here – 3:32 (Jim Marr, Wendy Page, Chico Bennett)
7. The Math – 3:19 (Lauren Christy, Scott Spock, Graham Edwards, Charlie Midnight)
8. Love Just Is – 4:02 (Jim Marr, Wendy Page, Charlie Midnight)
9. Sweet Sixteen – 3:09 (Haylie Duff, Toran Caudell)
10. Party Up – 3:51 (Meredith Brooks, Taylor Rhodes, A. George)
11. Metamorphosis – 3:29 (Hilary Duff, Charlie Midnight, Chico Bennett, Andre Recke)
12. Inner Strength – 1:34 (Haylie Duff)
13. Why Not – 3:01 (Charlie Midnight, Matthew Gerrard)

Tracce aggiuntive europee per il Regno Unito
1. Girl Can Rock – 3:05 (Charlie Midnight, Denny Weston Jr.)

Tracce aggiuntive per il Giappone
1. A Day In The Sun – 3:25 (Matthew Gerrard, Charlie Midnight)
2. Girl Can Rock – 3:05 (Charlie Midnight, Denny Weston Jr.)

## Singoli
Hilary Duff ha estratto dall'album 3 singoli ufficiali, 5 per la Disney, uno per la colonna sonora del film A Cinderella Story e uno per il film Lizzie McGuire: Da liceale a popstar.
Singoli ufficiali
- So Yesterday (2003)
- Come Clean (2004)
- Little Voice (2004)

Singoli per Radio Disney
- Girl Can Rock (2003)
- The Math (2003)
- Metamorphosis (2003)
- Party Up (2003)
- Sweet Sixteen (2003)

## Formazione
Produzione
- Chico Bennett - Producer
- Meredith Brooks - Producer
- Rob Chiarelli - Mixing
- Savina Ciaramella - A&R
- Kara DioGuardi - Producer
- Martin Häusler - Art Direction, design
- Jay Landers - Executive Producer
- Stephen Marcussen - mastering
- Dani Markman - A&R
- Jim Marr - Producer
- The Matrix - Arranger, Producer, Engineer, Mixing
- Charlie Midnight - Producer
- Keith Munyan - Photography
- Sheryl Nields - Photography
- Wendy Page - Producer
- Andre Recke - Executive Producer
- Jeff Rothschild - Engineer
- John Shanks - Producer
- Joel Soyffer - Mixing
- Steve Sterling - Layout Design
- Denny Weston, Jr. - Producer

## Classifiche

### Classifiche settimanali
| Classifica (2003-04) | Posizione massima |
| -------------------- | ----------------- |
| Australia            | 19                |
| Belgio (Fiandre)     | 20                |
| Belgio (Vallonia)    | 50                |
| Canada               | 1                 |
| Francia              | 22                |
| Nuova Zelanda        | 20                |
| Paesi Bassi          | 23                |
| Regno Unito          | 69                |
| Stati Uniti          | 1                 |

### Classifiche di fine anno
| Classifica (2003) | Posizione |
| ----------------- | --------- |
| Australia         | 74        |
| Stati Uniti       | 51        |
| Classifica (2004) | Posizione |
| Australia         | 67        |
| Belgio (Fiandre)  | 84        |
| Paesi Bassi       | 93        |
| Stati Uniti       | 17        |